# Melanoselinum
Genre
Synonymes
- Monizia Lowe (synonyme possible)[2]

Melanoselinum est un  genre désuet de plantes à fleurs de la famille des Apiaceae. Neuf espèces au total ont été classées dans ce genre. Cependant, il est considéré depuis 2016 comme inclus dans le genre Daucus.

## Taxonomie
Le genre est décrit par le botaniste allemand Georg Franz Hoffmann en 1814, qu'il créé pour l'espèce Melanoselinum decipiens, avant lui classée dans le genre Selinum sous le nom Selinum decipiens, et qui est depuis 2016 rattachée au genre Daucus, sous le nom Daucus decipiens.
Neuf espèces au total ont été classées dans ce genre, sous les noms qui suivent. Ces noms sont cependant incorrects et synonymes d'espèces déplacées dans le genre Daucus (sauf Melanoselinum seguieri Sweet synonyme de Ligusticum lucidum Mill.) :
- Melanoselinum annuum (Bég.) A.Chev. (=Daucus annuus (Bég.) Wojew., Reduron, Banasiak & Spalik)
- Melanoselinum bischoffii (J.A.Schmidt) A.Chev. (=Daucus insularis (Parl.) Spalik, Wojew., Banasiak & Reduron)
- Melanoselinum decipiens (Schrad. & J.C.Wendl.) Hoffm. (=Daucus decipiens (Schrad. & J.C.Wendl.) Spalik, Wojew., Banasiak & Reduron)
- Melanoselinum edule (Lowe) Drude (=Daucus edulis (Lowe) Wojew., Reduron, Banasiak & Spalik
- Melanoselinum hirtum (J.A.Schmidt) A.Chev. (=Daucus insularis (Parl.) Spalik, Wojew., Banasiak & Reduron)
- Melanoselinum insulare (Parl. ex Webb) A.Chev. (=Daucus insularis (Parl.) Spalik, Wojew., Banasiak & Reduron)
- Melanoselinum moniza A.Chev. (=Daucus edulis (Lowe) Wojew., Reduron, Banasiak & Spalik)
- Melanoselinum seguieri Sweet (=Ligusticum lucidum Mill.)
- Melanoselinum tenuissimum A.Chev. (=Daucus tenuissimus (A.Chev.) Spalik, Wojew., Banasiak & Reduron)